# Andries van Leeuwen
Andries van Leeuwen (né à Enschede le 14 novembre 1916, où il est mort le 28 janvier 1985) est un ancien arbitre néerlandais de football des années 1960. Il a été arbitre international de 1959 à 1964.

## Carrière
Il a officié dans deux compétitions majeures : 
- Coupe d'Europe des vainqueurs de coupe de football 1962-1963 (finale)
- Coupe de Roumanie de football 1963-1964 (finale)